# Cape George (Antigonish County, Nova Scotia)
Cape George är en udde i Kanada. Den ligger i provinsen Nova Scotia, i den östra delen av landet, 1 100 km öster om huvudstaden Ottawa.